# Xpdf
Xpdf（エックスピーディエフ）は、X Window SystemとMotif用のオープンソースのPDFビューアーである。Xpdfは暗号化されたPDFも読み込める。公式なバージョンはPDFのDRMに従い、コピーや印刷やPDFファイルの変換を防ぐことが出来る。しかし、これらのDRMによる制限を無効にするパッチも存在する。
XpdfはX Window Systemを必要としない幾つかのプログラムを含んでおり、PDFファイルから画像を取り出したり、PDFを PostScriptあるいはテキストファイルへ変換することができる。
XpdfはKPDFのような他のPDFリーダーのバックエンドとしても用いられている。また、XpdfのレンダリングエンジンはBeOS上のBePDFやRISCOS上の!PDFなどのPDFビューアーに用いられている。
Xpdfの多くのセキュリティホールのこともあり、Xpdf 3.0 のレンダリングライブラリはPopplerへとフォークされた。Xpdfを含む多くのプログラムはバックエンドのレンダラとしてPopplerを使用できる。